# Pigen som var søster
Pigen som var søster er en eksperimentalfilm instrueret af Pernille Fischer Christensen efter eget manuskript.

## Handling
Pigen er ikke ond. Hun har bare taget livet i sine egne hænder.